# Zum Sterben zu früh
Zum Sterben zu früh ist ein deutscher Fernsehfilm des Regisseurs Lars Becker, der auch das Drehbuch schrieb. In den Hauptrollen des Prequels zum ebenfalls von Becker inszenierten Film Unter Feinden sind Fritz Karl und Nicholas Ofczarek zu sehen.

## Handlung
Die Handlung des Films setzt vor der Episode Unter Feinden ein:
Die beiden Polizisten Erich Kessel und Mario Diller observieren spät abends zwei Drogendealer. Nach einer wilden Verfolgungsjagd haben die Dealer einen Autounfall. Während der eine, Jamel, fliehen kann und von Diller verfolgt wird, findet Kessel im Unfallwagen bei dem zweiten, im Sterben liegenden, Dealer eine Tasche mit 30 Kilo Kokain. Er unterschlägt das Rauschgift, das er später verkaufen will, um mit dem Geld die Behandlung seiner epilepsiekranken Tochter in den USA zu finanzieren und gleichzeitig auch seine zerbrechende Ehe retten zu können. Damit gerät er jedoch zwischen die Fronten von Polizei und Drogendealer. Denn nicht nur René Novak will den „Stoff“ zurückhaben, auch die Polizei geht davon aus, dass es an jenem Abend um mehr gegangen sein muss als um ein Dealertreffen. Nachdem die Fahndung nach Jamel erfolgreich verläuft, wird er festgenommen und so erfährt Diller von dem verschwundenen Kokain. Damit sein Freund und Kollege nicht auffliegt, lässt er Jamel laufen, stellt Kessel aber umgehend zur Rede. Der bittet ihn nur, seiner Tochter zu Liebe, ihm das Geschäft nicht kaputt zu machen, schließlich hätte er schon genug Probleme, denn laut einer gerichtlichen Verfügung darf er sein Haus nicht mehr betreten. Seine Frau hatte dies erwirkt, nachdem er sie nach einem Streit schwer geschlagen hatte. Während ihren, noch immer anhaltenden, Streitigkeiten gelingt es Jamel den 8-jährigen Sohn der beiden zu entführen. Er fordert von Kessel die Tasche mit dem Kokain, die der aber nicht so ohne Weiteres hergeben will. Bei der Auseinandersetzung mit Jamel kommt es zum Schusswechsel und ein Mittelsmann wird dabei getötet. Sein Sohn kommt zwar frei, aber die Tasche nimmt Jamel mit. Kessel muss sich nun, wegen des Schusswechsels, einer internen Ermittlung unterziehen und aufgrund von Fluchtgefahr sogar in Untersuchungshaft. Während Diller ihn zu schützen versucht, ist ihr Vorgesetzter Epstein von Kessels Doppelspiel überzeugt. Beweisen kann er es aber nur, wenn Jamel seine Vermutung bestätigt, denn Diller verrät seinen Kollegen nicht. So wird die Fahndung nach Jamel forciert, doch dessen Hintermann René Novak, dem die Drogen letztendlich gehören, ist schneller. Er stellt Jamel samt der Tasche mit dem Kokain und erschießt ihn. Damit ist Kessel entlastet, denn Jamel hatte die Tatwaffe bei sich, mit der der Mittelsmann erschossen wurde.

## Hintergrund
Zum Sterben zu früh wurde erstmals am 27. August 2015 auf Arte ausgestrahlt. Die Ausstrahlung im ZDF am 9. November 2015 sahen 4,26 Millionen Zuschauer, was einem Marktanteil von 13 % entspricht.
Im März 2017 gab das ZDF bekannt, dass die Dreharbeiten für eine Fortsetzung des Films am 3. März 2017 unter dem Arbeitstitel Zum Sterben zu früh II – Reich oder tot begonnen haben. Am 16. Februar 2018 wurde dieser Film mit Sendetitel Reich oder tot auf Arte in der Primetime erstmals ausgestrahlt.

## Kritik
Kino.de wertet: „Lars Beckers makellos umgesetzter Polizeifilm, vom prämierten Kameramann Ngo The Chau[…] bildstark und mit wenig Farbe fotografiert, steht ganz in der Tradition der unterkühlten ‚policiers‘ mit Alain Delon und Lino Ventura bzw. der taffen amerikanischen Cop Movies der Siebzigerjahre. Nach eigenem Drehbuch erzählt der Regisseur, inspiriert von Georg M. Oswalds gleichnamigem Roman, die Vorgeschichte seines für den Grimme-Preis nominierten Krimis Unter Feinden.“
Rainer Tittelbach beurteilte Zum Sterben zu früh als „perfekte[n] Polizeifilm“, der „top besetzt“ sei. Ulrich Feld von der Frankfurter Neuen Presse sieht im Film „eine[] düstere[] Charakterstudie mit stimmigem Milieu-Kolorit und knalligen Actionszenen“, die das „Meisterstück“ des Regisseurs Lars Becker sei.
Das Lexikon des internationalen Films schrieb, dass der Film „auf vergleichbar spannende und intelligente Weise mit der Eskalation krimineller Aktivitäten spielt“ wie Unter Feinden und lobt, dass „das emotionale Fundament der Charaktere glaubwürdig bereitet“ wird. Es empfiehlt den Film ab 16 Jahren.
Ursula Scheer von der FAZ fragte sich: „Wie dreht man einen Film, in dem wenig nachvollziehbar ist, sich aber alles echt anfühlt? Lars Becker zeigt es in ‚Zum Sterben zu früh‘. Dabei kann er sich vor allem auf seine beiden Hauptdarsteller verlassen.“ „Kein Charakter ist gut, keiner vollständig böse, keinen lässt er ohne Schmerzen davonkommen, aber auch keinen ohne Sympathie. Manchmal geht es mit ihm durch, dann droht selbst in Farbstimmungen, so grüngrau, als wäre dem Film speiübel, allzu familiäre Herzigkeit. Aber Becker bekommt immer wieder die Kurve, auch dieses Mal.“

## Auszeichnungen
Deutscher Fernsehpreis 2016
- Deutscher Fernsehpreis in der Kategorie Beste Regie für Lars Becker
- Deutscher Fernsehpreis in der Kategorie BesteKamera für Ngo The Chau
- Nominierung in der Kategorie Bester Fernsehfilm